# Feocromocitoma
Els feocromocitomes són neoplàsies rares derivades de cèl·lules cromafins de la medul·la suprarenal. Produeixen, emmagatzemen, metabolitzen i solen alliberar catecolamines, però no sempre. Els paragangliomes extra-suprarrenals (sovint descrits com a feocromocitomes extra-suprarrenals) estan estretament relacionats, encara que menys freqüents, amb els tumors originats en els ganglis del sistema nerviós simpàtic i s'anomenen en funció del lloc anatòmic primari d'origen. Molts apareixen a la cavitat abdominal (85%), però també s'originen al tòrax (12%) i a cap i coll (3%). Rarament són multifocals. El terme prové del grec phaios (fosc), croma (color), kitos (cèl·lula) i -oma (tumor).